# Julio Villalba
Julio César Villalba Gaona (Ciudad del Este, Paraguay; 17 de septiembre de 1998) es un futbolista paraguayo. Juega de delantero y su equipo actual es Sportivo Luqueño de la Primera División de Paraguay.

## Trayectoria
Jugó en la Copa Libertadores sub-20 de 2016, con 3 presencias.
En agosto de 2021 llega a Guayaquil City de la Serie A de Ecuador en condición de jugador libre por una temporada.

## Selección nacional
Jugó en el Sudamericano sub-17 de 2015, con 8 presencias.
Jugó en el Mundial sub-17, anotando 2 goles y jugando 3 partidos.

## Clubes
- Actualizado el 28 de mayo de 2022.

| Club                         | País          | Año           | PJ | Goles |
| ---------------------------- | ------------- | ------------- | -- | ----- |
| Cerro Porteño                | Paraguay      | 2016-2017     | 31 | 7     |
| Borussia Mönchengladbach     | Alemania      | 2017-2019     | 1  | 0     |
| SC Rheindorf Altach (cedido) | Austria       | 2019-2020     | 8  | 0     |
| Borussia Mönchengladbach     | Alemania      | 2020-2021     | 1  | 1     |
| Guayaquil City               | Ecuador       | 2021-2022     | 24 | 1     |
| Sol de América               | Paraguay      | 2022          | 0  | 0     |
| Sportivo Luqueño             | Paraguay      | 2023 - Act    | 6  | 1     |
| Total carrera                | Total carrera | Total carrera | 71 | 10    |